# Ashes Tour 1882/83
Die Ashes Tour 1882/83 war die Tour der englischen Cricket-Nationalmannschaft, die die 1. Austragung der Ashes beinhaltete, und wurde zwischen dem 30. Dezember und 21. Februar 1892 durchgeführt. Die Ashes Series  1882/83 selbst wurde in Form von drei Testspielen zwischen Australien und England ausgetragen. Austragungsorte waren jeweils australische Stadien. Die Tour beinhaltete neben der Testserie eine Reihe weiterer Spiele zwischen den beiden Mannschaften im Winter 1882/83. England gewann die Ashes-Serie 2–1. Einen weiteren Test, der außerhalb der Ashes durchgeführt wurde, konnte Australien gewinnen.

## Vorgeschichte
Für beide Mannschaften war es die erste Tour der Saison.
Das letzte Aufeinandertreffen der beiden Mannschaften bei einer Tour fand in der Saison 1882 in England statt.

## Stadien
Die folgenden Stadien wurden für die Tour als Austragungsort vorgesehen.
| Stadion                  | Stadt     | Kapazität | Spiele       |
| ------------------------ | --------- | --------- | ------------ |
| Melbourne Cricket Ground | Melbourne | 100.024   | 1. & 2. Test |
| Sydney Cricket Ground    | Sydney    | 48.000    | 3. & 4. Test |

## Kaderlisten
Die Mannschaften benannten die folgenden Kader.
| Test | Test |
| Australien | England |
| --- | --- |
| - Billy Murdoch (K) - Alec Bannerman - Jack Blackham (wk) - George Bonnor - Harry Boyle - Edwin Evans - Tom Garrett - George Giffen - Tom Horan - Hugh Massie - Percy McDonnell - Billy Midwinter - Joey Palmer - Frederick Spofforth | - Ivo Bligh (K) - Dick Barlow - Billy Barnes - Billy Bates - Charles Leslie - Fred Morley - Walter Read - Allan Steel - Charles Studd - George Studd - Edmund Tylecote (wk) - George Vernon |

## Tour Matches
England spielte während der Tour 14 Tour Matches in Australien, davon drei First-Class-Spiele. Auf der Anreise spielten sie auch zwei Spiele in Ceylon.

## Ashes-Tests

### Erster Test in Melbourne
| 30. Dezember – 2. Januar Scorecard | Melbourne | Australien 291 (169) & 58-1 (53.1) | – | England 177 (107.2) & 169 (99.1) (f/o) |
|                                    |           | Australien gewinnt mit 9 Wickets   |   |                                        |

Australien gewann den Münzwurf und entschied sich als Schlagmannschaft zu beginnen. Eröffnungs-Batter Alec Bannerman konnte eine erste Partnerschaft zusammen mit Kapitän Billy Murdoch aufbauen. Nachdem Murdoch nach 48 Runs ausgeschieden war, fand Bannerman mit Percy McDonnell einen weiteren Partner. Bannerman verlor nach 30 Runs sein Wicket und McDonnell schied nach 43 Runs aus. Ihm folgte George Bonnor, der sich etablieren konnte, und an seiner Seite verloren George Giffen mit 36 Runs und Jack Blackham mit 25 Runs ihr Wicket, bevor der Tag beim Stand von 258/7 endete. Nach einem Ruhetag verlor am zweiten Spieltag auch Bonnor das letzte verbliebene Wicket nach einem Half-Century über 85 Runs. Bester englischer Bowler war Charles Leslie mit 3 Wickets für 31 Runs. Für England konnte erst der fünfte Schlagmann Allan Steel 27 Runs erreichen. Nach ihm verlor Walter Read nach 19 Runs und Billy Bates nach 28 Runs ihr Wicket. Nach einer letzten größeren Partnerschaft zwischen Edmund Tylecote und Billy Barnes verloren beide nach 33 bzw. 26 Runs ihre Wickets und England hatte zu dem Zeitpunkt einen Rückstand von 124 Runs. Bester australischer Bowler war Joey Palmer mit 7 Wickets für 65 Runs. Daraufhin bat Australien um das Follow-on und England beendete den Tag ohne Wicket-Verlust beim Stand von 11/0. Am dritten Tag konnten Eröffnungs-Batter Dick Barlow und Edmund Tylecote 28 bzw. 38 Runs erzielen, bevor in einer Partnerschaft zwischen Charles Studd und Allan Steel 21 bzw. 29 Runs erzielt wurde. Walter Read war der letzte Spieler der mit 29 Runs einen wichtigen Beitrag leisten konnte und so endete das Innings mit einer Vorgabe von 56 Runs für Australien. Die Wickets für Australien erzielten George Giffen (4/38), Joey Palmer (3/61) und Frederick Spofforth (3/65). Die Vorgabe konnten dann Alec Bannerman mit 25 Runs und Billy Murdoch mit 33 Runs, beim Verlust von nur einem Wicket, einholen.

### Zweiter Test in Melbourne
| 19. – 22. Januar Scorecard | Melbourne | England 294 (183.3)                           | – | Australien 114 (98.2) & 153 (69) (f/o) |
|                            |           | England gewinnt mit einem Innings und 27 Runs |   |                                        |

England gewann den Münzwurf und entschied sich als Schlagmannschaft zu beginnen. Eine erste größere Partnerschaft konnten Charles Leslie und Allan Steel aufbauen. Leslie schied nach einem Half-Century über 54 Runs aus und wurde gefolgt durch Walter Read. Nachdem Steel nach 39 Runs sein Wicket verloren hatte, wurde er durch Billy Barnes ersetzt, der 32 Runs erreichte. Kurz darauf endete der erste Tag beim Stand von 248/7. Am zweiten Tag konnte Read zusammen mit Billy Barnes noch einmal eine Partnerschaft aufbauen. Bates schied nach einem Fifty über 55 Runs aus und Read nach 75 Runs, worauf das Innings kurz darauf endete. Beste australische Bowler waren Joey Palmer mit 5 Wickets für 103 Runs und George Giffen mit 4 Wickets für 89 Runs. Für Australien konnte Eröffnungs-Batter Hugh Massie 43 Runs erzielen. Daraufhin kam es zu einer Partnerschaft zwischen Alec Bannerman und Kapitän Billy Murdoch. Bannerman verlor nach 14 Runs sein Wicket und Murdoch konnte keinen Partner mehr bis zum Ende des Innings finden und beendete dieses dann mit 19* Runs. Australien hatte einen Rückstand von 180 Runs und England forderte das Follow-on ein. Bester Bowler für England war Billy Bates mit 7 Wickets für 28 Runs. Bis zum Ende des Tages erreichte Billy Murdoch 17 Runs und der Tag endete beim Stand von 28/1. Nach einem Ruhetag konnte am dritten Tag war George Bonnor mit 24 Runs der erfolgreichste Batter für die australische Mannschaft. Zahlreiche Spieler erreichten mehr als zehn Runs, konnten sich danach jedoch nicht etablieren. Der erfolgreichste war George Giffen mit 19 Runs. Am Ende fehlten 27 Runs um England wieder an den Schlaf zu holen. Beste Bowler für England waren Billy Bates mit 7 Wickets für 74 Runs und Dick Barlow mit 3 Wickets für 67 Runs.

### Dritter Test in Sydney
| 26. – 30. Januar Scorecard | Sydney | England 247 (143) & 123 (80.1) | – | Australien 218 (179.1) & 83 (69.2) |
|                            |        | England gewinnt mit 69 Runs    |   |                                    |

England gewann den Münzwurf und entschied sich als Schlagmannschaft zu beginnen. Eröffnungs-Batter Dick Barlow und Charles Studd konnten eine erste Partnerschaft aufbauen. Studd schied nach 21 Runs aus und wurde durch Allan Steel gefolgt. Nachdem Steel nach 17 Runs sein Wicket verlor und Barlow kurz darauf nach 28 Runs ausgeschieden war, konnte sich Walter Read etablieren. Read fand mit Edmund Tylecote einen Partner und zusammen erreichten sie 126 Runs. Tylecote und Read schieden dann jeweils nach einem Fifty über 66 Runs aus. Von den verbliebenen Battern war Billy Bates mit 17 Runs der erfolgreichste. Bester australischer Bowler war Frederick Spofforth mit 4 Wickets für 73 Runs. Der Tag endete bei einem Stand von 8/0 für Australien. Am zweiten Tag konnten die australischen Eröffnungs-Batter George Giffen und Alec Bannerman eine Partnerschaft aufbauen. Giffen schied nach 41 Runs aus und wurde gefolgt durch Kapitän Billy Murdoch. Daraufhin endete der Tag beim Stand von 133/1. Nach einem Ruhetag schied Murdoch nach 19 Runs aus und Bannerman verlor nach einem Half-Century über 94 Runs sein Wicket. Bpn en verbliebenen Battern erreichte Tom Horan 19 Runs und Jack Blackham 27 Runs, bevor letzterer sein Wicket verlor und das Innings mit einem Rückstand von 29 Runs endete. Beste englische Bowler waren Fred Morley mit 4 Wickets für 47 Runs und Allan Steel mit 3 Wickets für 27 Runs. England begann eine Partnerschaft zwischen Charles Studd und Dick Barlow. Studd schied nach 25 Runs aus und Barlow fand mit Walter Read einen weiteren partner, der 21 Runs erreichte. Barlow verlor dann nach 24 Runs sein Wicket und von den verbliebenen Battern konnte nur noch Kapitän Ivo Bligh mit 17* Runs eine zweistellige Run-Zahl erreichen. Damit setzte England der australischen Mannschaft eine Vorgabe von 153 Runs. Beste Bowler für Australien waren Frederick Spofforth mit 7 Wickets für 44 Runs und Tom Horan mit 3 Wickets für 22 Runs. Damit endete auch der Tag. Am vierten Tag verlor Australien frühzeitig zahlreiche Wickets. Erst der sechste Schlagmann Hugh Massie konnte sich dann zusammen mit dem achten Schlagmann Jack Blackham länger am Schlag halten. Massie verlor nach 11 Runs sein Wicket und kurz nachdem Blackham nach 26 Runs ausgeschieden war, endete das Spiel mit einer Niederlage für Australien. Bester englischer Bowler war Dick Barlow mit 7 Wickets für 40 Runs.

## Test in Sydney
Nachdem die Serie eigentlich beendet war, wurde kurzfristig ein weiterer Test anberaumt. Anders als üblich wurde jedes Innings auf einen separaten Pitch ausgetragen.
| 17. – 21. Februar Scorecard | Sydney | England 263 (155) & 197 (126.3)  | – | Australien 262 (146) & 199-6 (163.1) |
|                             |        | Australien gewinnt mit 4 Wickets |   |                                      |

England gewann den Münzwurf und entschied sich als Schlagmannschaft zu beginnen. Eine erste Partnerschaft bildeten Charles Studd und Charles Leslie. Nachdem Leslie nach 17 Runs ausgeschieden war, folgte ihm Allan Steel. Zusammen erzielten Steel und Studd 73 Runs, bevor Studd nach 48 Runs sein Wicket verlor. An der Seite von Steel war Kapitän Ivo Blight mit 19 Runs der erfolgreichste Batter. Der Tag endete beim Stand von 263/9. Nach einem Ruhetag beendete Steel das Innings mit einem ungeschlagenen Century über 135* Runs. Bester australischer Bowler war Harry Boyle mit 3 Wickets für 52 Runs. Von den australischen Eröffnungs-Battern konnte sich George Bonnor etablieren. An seiner Seite erzielte George Giffen 27 Runs, bevor er Jack Blackham als Partner fand. Bonner schied nach einem Half-Century über 87 Runs aus, während Blackham 57 Runs erreichte. Bis zum Ende des Tages konnten Edwin Evans und Harry Boyle eine weitere Partnerschaft aufbauen. Der Tag endete beim Stand von 258/9. Am dritten Tag verlor Boyle das letzte Wicket nach 29 Runs, während Evans zu dem Zeitpunkt 22* Runs erreicht hatte. Australien hatte nach dem Innings ein Run Rückstand. Beste englische Bowler waren Allan Steel mit 3 Wickets für 34 Runs und Dick Barlow mit 3 Wickets für 88 Runs. Die englischen Eröffnungs-Batter Dick Barlow und Charles Studd konnten eine Partnerschaft über 54 Runs erzielen. Studd schied nach 31 Runs aus und kurz darauf Barlow nach 20. Daraufhin erzielte Charles Leslie 19 Runs und sein Partner Allan Steel konnte seine Run-Zahl zusammen mit dem sich etablierenden Billy Bates auf 21 Runs erhöhen, bevor er ausschied. An der Seite von Bates erzielte Billy Barnes 20 Runs und bates beendete das Innings ungeschlagen mit 48* Runs. Die Vorgabe für Australien waren somit 199 Runs. Insgesamt fünf australische Spieler konnten jeweils 2 Wickets erzielen. Am vierten Tag kam es zu einer ersten Partnerschaft zwischen Alec Bannerman und Kapitän Billy Mordoch. Murdoch verlor nach 18 Runs sein Wicket, während Bannerman mit George Giffen einen neuen Partner fand. Bannerman schied nach einem Fifty über 63 Runs aus und Giffen konnte anschließend mit Jack Blackham eine Partnerschaft über 55 Runs erzielen. Nachdem Giffen nach 32 Runs ausgeschieden war, konnte Blackham die Vorgabe mit seinem Half-Century über 58* Runs einholen. Bester Bowler für England war Allan Steel mit 3 Wickets für 49 Runs.

## Statistiken
Die folgenden Cricketstatistiken wurden bei der Ashes-Serie erzielt:
| Tests               | Tests      | Tests   | Tests   | Tests   | Tests   | Tests   | Tests   | Tests   |
| Batting             | Batting    | Batting | Batting | Batting | Batting | Batting | Batting | Batting |
| Spieler             | Mannschaft | Spiele  | Innings | Runs    | Average | HS      | 100s    | 50s     |
| ------------------- | ---------- | ------- | ------- | ------- | ------- | ------- | ------- | ------- |
| Walter Read         | England    | 3       | 4       | 210     | 42,00   | 149     | 1       | 3       |
| Alec Bannerman      | Australien | 3       | 6       | 182     | 36,40   | 147     | 1       | 1       |
| Edmund Tylecote     | England    | 3       | 4       | 137     | 27,40   | 85      | 0       | 1       |
| Billy Murdoch       | Australien | 3       | 6       | 136     | 34,00   | 124     | 1       | 0       |
| George Bonnor       | Australien | 3       | 5       | 127     | 25,40   | 62      | 0       | 2       |
| Bowling             |            |         |         |         |         |         |         |         |
| Spieler             | Mannschaft | Spiele  | Overs   | Wickets | Average | BBI     | 5W      | 10W     |
| Joey Palmer         | Australien | 3       | 202.2   | 17      | 16,82   | 7/65    | 2       | 1       |
| Billy Bates         | England    | 3       | 138.3   | 16      | 13,12   | 7/28    | 2       | 1       |
| Frederick Spofforth | Australien | 3       | 195.1   | 15      | 19,66   | 7/44    | 1       | 1       |
| Dick Barlow         | England    | 3       | 158.3   | 12      | 17,58   | 7/40    | 1       | 0       |
| George Giffen       | Australien | 3       | 81.0    | 8       | 20,50   | 4/38    | 0       | 0       |